# Знамя труда (газета, Сланцы)
«Зна́мя труда́» — общественно-политическая газета Сланцевского района Ленинградской области.
Выходит раз в неделю, тираж 3200 экземпляров.
В газете публикуются общественно-политические, экономические и культурные новости района, официальные документы муниципальных образований, а также краеведческие материалы под рубрикой «Люби и знай свой край».

## История
Газета основана 12 февраля 1944 года, сразу же после освобождения города Сланцы от немецко-фашистских захватчиков. Изначально называлась «Ударник Сланцев», являлась печатным органом райкома ВКП(б) и исполкома райсовета. В июне 1944 года получила своё современное название.
В 1991 году перерегистрирована как печатный орган местной администрации и трудового коллектива.

## Учредители
- Комитет по информационной политике и телекоммуникациям Ленинградской области
- Администрация Сланцевского района
- Редакция газеты

## Награды
- Второе место в номинации «Лучший журналистский материал, посвященный вопросам легализации заработной платы работников сферы малого и среднего бизнеса» (2005 год)[2]
- Первое место в номинации «Лучшая публикация» на конкурсе для СМИ по малому предпринимательству (2008 год)[3]